# Edmundsiops
Edmundsiops is een geslacht van haften (Ephemeroptera) uit de familie Baetidae.

## Soorten
Het geslacht Edmundsiops omvat de volgende soorten:
- Edmundsiops baddamsae
- Edmundsiops hickmani